# 高地黄
高地黄（学名：Rehmannia elata）为玄参科地黄属的植物，是中国的特有植物。分布于中国大陆的湖北等地，目前尚未由人工引种栽培。